# Banc de Plassac
Le banc de Plassac est un banc de sable et une île fluviale de l'estuaire de la Gironde, située sur la commune de Plassac.

## Géographie
Le banc de Plassac s'étend au sud-est de l'Île Paté, près de la rive droite de la Gironde.

## Histoire
En 2010, le banc de Plassac devient un îlot émergé à marée haute, sur lequel se développe une roselière de scirpes. L'îlot est en régression vers 2017.